# Lakini's Juice
«Lakini's Juice» es una canción por el grupo de rock alternativo Live, cuál fue lanzado como primer sencillo de su álbum de 1997, Secret Samadhi.
La canción no fue lanzada como comercialmente adquiribles solo en los Estados Unidos, y fue por tanto, no elegible para el Billboard Hot 100. Sin embargo, alcanzó la posición #35 en la lista Billboard Hot 100 Airplay, y también obtuvo la posición #1 y #2 en las listas Billboard Modern Rock Tracks y Mainstream Rock Tracks, respectivamente.
La canción llegó a la posición #29 en el UK Singles Chart convirtiéndolo en el sencillo de mayor venta en el Reino Unido.
La canción inédita "Supernatural" es una grabación en vivo realizada en "The Academy" en la Ciudad de Nueva York el 19 de noviembre de 1994.
El video musical para la canción fue dirigido por Gavin Bowden. Archivado el 5 de septiembre de 2009 en Wayback Machine. Incluye los miembros de la banda en y alrededor de un concurso de sexo extraño que recuerda de un sueño Freudiano. En todo hay una obsesión con la manteca de cerdo, que está a cargo de varios personajes.

## Lista de canciones
Todas las canciones escritas por Live:

### CD sencillo Europeo
1. «Lakini's Juice» – 5:02
2. «Pain Lies on the Riverside» (Club Mix) – 6:01
3. «Selling the Drama» (Acústico) – 3:38

### Sencillo 7" Europeo edición limitada
Numerados individualmente y pulsados en vinilo plata
1. «Lakini's Juice» – 5:02
2. «Supernatural» [En vivo] – 3:26

### CD sencillo Países Bajos
1. «Lakini's Juice» – 5:01
2. «White, Discussion» (Sam Sever Remix) – 4:23

### Sencillo Australiano
1. «Lakini's Juice» – 5:02
2. «White, Discussion» (Sam Sever Remix) – 4:23
3. «Supernatural» [En vivo] – 3:26

### Sencillo en CD europeo
Lanzado como un paquete metálico
1. «Lakini's Juice» – 5:02
2. «White, Discussion» (Sam Sever Remix) – 4:23
3. «Supernatural» [Live] – 3:26

| Anterior: «Discothèque» de U2 | Modern Rock Tracks — Sencillo Nro 1 1 de marzo de 1997 — 8 de marzo de 1997 | Siguiente: «One Headlight» de The Wallflowers |